# Graham (Missouri)
Graham è una città degli Stati Uniti d'America, nella contea di Nodaway, nello Stato del Missouri.

## Geografia fisica
Secondo lo United States Census Bureau, il villaggio ha una superficie totale di 0,67 km².

## Storia
Graham è stata fondata nel 1856. Venne così chiamato in onore del colonnello Amos Graham.